# Niinimaa

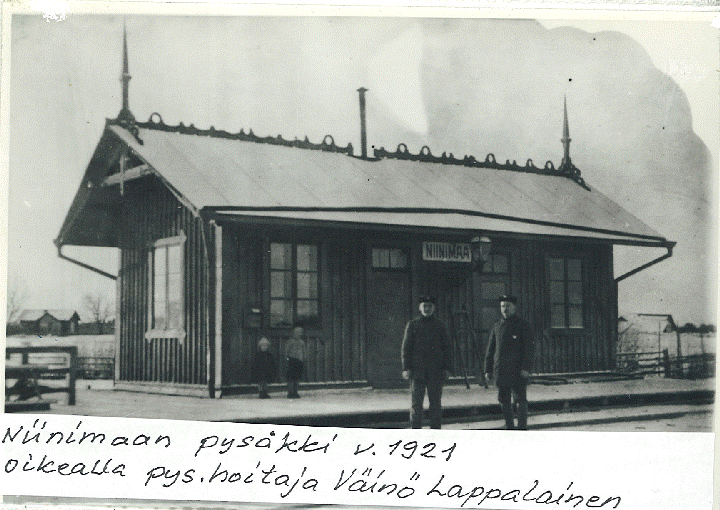
Järnvägsstationen i Niinimaa (1921).

Niinimaa är en liten by i Södra Österbotten, Alavo stad, Finland. Byn ligger vid Haapamäki–Seinäjoki-banan. Stationen är inte längre i bruk.